# Даменти
Даменти (пол. Damięty) — село в Польщі, у гміні Ґоворово Остроленцького повіту Мазовецького воєводства.
Населення — 185 осіб (2011).
У 1975-1998 роках село належало до Остроленцького воєводства.

## Демографія
Демографічна структура станом на 31 березня 2011 року:
|          | Загалом | Допрацездатний вік | Працездатний вік | Постпрацездатний вік |
| -------- | ------- | ------------------ | ---------------- | -------------------- |
| Чоловіки | 96      | 18                 | 64               | 14                   |
| Жінки    | 89      | 17                 | 50               | 22                   |
| Разом    | 185     | 35                 | 114              | 36                   |